# Loudi Nijhoff

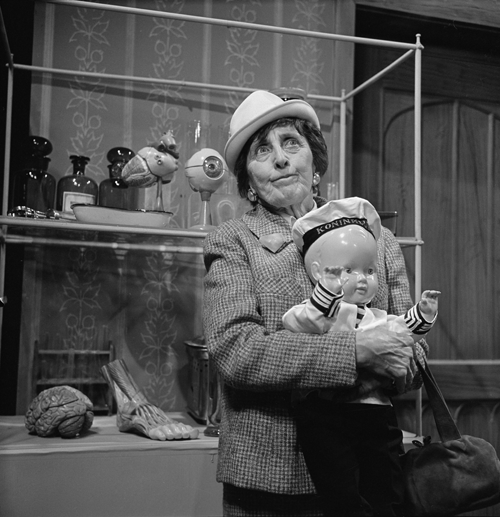
Loudi Nijhof in Hadimassa (1967)

Louise (Loudi) Nijhoff (Amsterdam, 29 oktober 1900 – aldaar, 1 augustus 1995) was een Nederlands actrice. 

## Leven en werk
Nijhoff werd in 1900  in Amsterdam geboren als dochter van boekhandelaar Paulus Nijhoff en Georgine Louise Funke. Zij was een kleindochter van de Haagse uitgever Martinus Nijhoff, een nicht van dichter en toneelschrijver Martinus Nijhoff en een schoonzus van de Amsterdamse burgemeester Gijs van Hall, die getrouwd was met haar zuster Emma.
Nijhoff werd als toneelspeelster opgeleid in Wenen en debuteerde in 1925 in het Duitse Ulm. In 1929 sloot ze zich aan bij het Vereenigd Tooneel van Eduard Verkade en Dirk Verbeek. Vervolgens werkte ze onder Albert van Dalsum, August Defresne en Cor van der Lugt Melsert.
Nijhoff beheerste de kunst zowel moderne als klassieke vrouwenrollen te kunnen spelen. Zo was zij onder meer Badeloch in Vondels Gijsbrecht van Aemstel, Elisabeth in Don Carlos van Schiller, Saint Joan in het gelijknamige stuk van Shaw en vertolkte ze de vrouwelijke hoofdrol in Clair-obscur (L'amante anglaise) van Marguerite Duras. Voor deze laatste rol werd haar in 1972 de Theo d'Or toegekend die zij op principiële gronden weigerde. Zij vond prijsuitreikingen een verouderd verschijnsel, hoewel ze in 1966 nog wel de Colombina in ontvangst nam voor haar spel in Obaldiade 1234.
Vanaf 1974 was het enige tijd stil, maar tussen 1984 en 1989 speelde zij als krasse tachtiger in nog vier films (zie hieronder).

## Filmografie (selectie)
- 1958: Jane Eyre - Mrs. Reed
- 1960: Romeo en Julia in Berlijn - Hanna Brink
- 1969: De Blanke Slavin
- 1970: De Heks van Haarlem
- 1972: Kunt u mij de weg naar Hamelen vertellen, mijnheer? (televisieserie) - Fee Kerfstok (Episode 2.3)
- 1974: Het huis aan de gracht - Louises moeder
- 1984: Bastille - vroedvrouw
- 1985: Het bloed kruipt - mevrouw Scheerling
- 1987: Van geluk gesproken - moeder Kalk
- 1989: Zwerfsters - Louise